# Lianyungang
Lianyungang (chinês tradicional: 連雲港, chinês simplificado: 连云港, pinyin: Liányúngǎng) é uma cidade-prefeitura situada no nordeste da província de Jiangsu, China. Faz fronteira com Yancheng ao sudeste, Huai'an e Suqian ao sul, Xuzhou ao sudoeste e com a província de Shandong ao norte. Seu nome deriva da Ilha Lian, a maior ilha de Jiangsu, que fica ao largo da costa, e da Montanha Yuntai, o pico mais alto de Jiangsu, a poucos quilômetros do centro da cidade, e do fato de ser um porto. O nome pode ser traduzido literalmente como a Porta que Conecta as Nuvens.

## Demografia
De acordo com o censo chinês, a população estimada no ano de 2017 é de cerca de 4.518.400 pessoas, registrando uma densidade populacional de 631.6 hab/km². A população vem crescendo nos últimos. Estima-se que o aumento populacional entre os anos de 1990 e 2017 foi em torno de 9,7%.
| 1990      | 2000      | 2010      | 2017 (e)  |
| 4,081,533 | 4,569,913 | 4,393,482 | 4,518,400 |

## Geografia
Lianyungang situa-se entre 118°24' e 119°48' de longitude leste e 34°11' e 35°07' de latitude norte. A cidade cobre uma área de 7.154 km².
O nível de chuva na região é mais significativo durante o verão, nos meses de junho a setembro. No inverno a pluviosidade é baixa, chegando a registrar uma média de 15 mm no mês de janeiro, considerado o mês mais seco. A precipitação média de chuvas no ano é em torno de 860 mm.
No tocante a temperatura, a média anual é de 13.5 °C, sendo o clima classificado por Köppen e Geiger como CWA (clima subtropical úmido com invernos secos).

## Economia
O porto de Lianyungang foi o primeiro porto estatal a receber autorização para buscar diversos investidores do mundo exterior. Desde de 1933 que o porto da cidade gradualmente se orienta para comércio exterior, com uma infraestrutura diversificada que suporta o manuseio de vários tipos de cargas. Atualmente, o porto de Lianyungang mantém relações comerciais com mais de 160 países e regiões. Em 2005, o porto de Lianyungang movimentou cerca de 60 milhões de toneladas de carga. Em 18 de julho de 2019, iniciou-se a construção de um grande cais de armazenamento petroquímico na área de Xuwei do porto de Lianyungang.

Lianyungang tem uma indústria forte no desenvolvimento de robôs.